# Вестбрук (Техас)
Вестбрук (англ. Westbrook) — місто (англ. city) в США, в окрузі Мітчелл штату Техас. Населення — 201 особа (2020).

## Географія
Вестбрук розташований за координатами 32°21′25″ пн. ш. 101°0′48″ зх. д. / 32.35694° пн. ш. 101.01333° зх. д. (32.357073, -101.013259).  За даними Бюро перепису населення США в 2010 році місто мало площу 1,09 км², уся площа — суходіл.

## Демографія
Згідно з переписом 2010 року, у місті мешкали 253 особи в 92 домогосподарствах у складі 67 родин. Густота населення становила 232 особи/км².  Було 114 помешкання (104/км²).
Расовий склад населення:
| - 80,2 % — білих - 3,2 % — чорних або афроамериканців - 2,4 % — корінних американців - 0,4 % — азіатів - 12,6 % — осіб інших рас |

До двох чи більше рас належало 1,2 %. Частка іспаномовних становила 31,2 % від усіх жителів.
За віковим діапазоном населення розподілялося таким чином: 29,2 % — особи молодші 18 років, 58,2 % — особи у віці 18—64 років, 12,6 % — особи у віці 65 років та старші. Медіана віку мешканця становила 33,4 року. На 100 осіб жіночої статі у місті припадало 91,7 чоловіків;  на 100 жінок у віці від 18 років та старших — 79,0 чоловіків також старших 18 років.
Середній дохід на одне домашнє господарство  становив 75 962 долари США (медіана — 60 750), а середній дохід на одну сім'ю — 91 486 доларів (медіана — 75 625). За межею бідності перебувало 4,7 % осіб, у тому числі 0,0 % дітей у віці до 18 років та 16,7 % осіб у віці 65 років та старших.
Цивільне працевлаштоване населення становило 95 осіб. Основні галузі зайнятості: освіта, охорона здоров'я та соціальна допомога — 31,6 %, сільське господарство, лісництво, риболовля — 16,8 %, роздрібна торгівля — 11,6 %, будівництво — 9,5 %.